# Geraldo Maria de Morais Penido
Dom Geraldo Maria de Morais Penido GOMM (Bonfim, 6 de setembro de 1918 — Aparecida, 15 de novembro de 2002) foi um sacerdote, filósofo, teólogo e arcebispo católico brasileiro.
A ordenação presbiteral ocorreu em 4 de abril de 1942. Eleito bispo em 10 de março de 1956, recebeu a ordenação episcopal no dia 11 de maio de 1956, das mãos de Dom Antônio dos Santos Cabral, sendo concelebrante Dom Helder Pessoa Câmara e Dom Luis do Amaral Mousinho.
Em 1995, como Arcebispo de Aparecida, foi admitido pelo presidente Fernando Henrique Cardoso à Ordem do Mérito Militar no grau de Grande-Oficial especial.

## Biografia
Geraldo Maria de Morais Penido nasceu em 6 de setembro de 1918, em Minas Gerais. Iniciou seus estudos no Seminário do Coração Eucarístico de Jesus, em Belo Horizonte, onde cursou Humanidades e Letras. Posteriormente, completou seu ensino superior no Seminário Maior. Em 1937, ingressou na Pontifícia Universidade Gregoriana, na Academia São Tomás de Aquino e no Pontifício Instituto Bíblico, onde obteve, respectivamente, os títulos de licenciado em Teologia, bacharel em Filosofia e especialização em Sagrada Escritura.
Em Belo Horizonte, exerceu funções de grande relevância, foi pároco da Paróquia Nossa Senhora da Piedade, localizada em Pará de Minas, onde recebeu a notícia de sua nomeação como bispo. 
Foi nomeado pelo Papa Pio XII em 1956, como bispo titular de Avissa e auxiliar da Arquidiocese de Belo Horizonte. Sua ordenação ocorreu na Matriz paroquial de Pará de Minas, sob a presidência de Dom Antônio dos Santos Cabral, seu Arcebispo.

### Arquidiocese de Juiz de Fora
Durante um período de um ano e quatro meses, serviu à Arquidiocese de Belo Horizonte, até ser designado Bispo Coadjutor da Diocese de Juiz de Fora, com direito à sucessão. Com o falecimento de Dom Justino José de Sant'Anna em 09 de junho de 1958, assumiu o ofício de Bispo Diocesano.
Com a elevação da Diocese à condição de Arquidiocese de Juiz de Fora, através da Bula Pontifícia “Qui Tanquam Petrus” do Papa João XXIII, em 14 de abril de 1962, foi nomeado como seu primeiro Arcebispo, recebendo no dia 20 de novembro de 1962, em Roma, o Sagrado Pálio das mãos do Cardeal Alfredo Ottaviani e participou da primeira fase do Concílio Vaticano II. 
Em 1973, Dom Geraldo acolheu o Bispo de Araçuaí, Dom Altivo Pacheco Ribeiro, que se estabeleceu em Juiz de Fora e o investiu com os poderes de Vigário Geral para auxiliá-lo na Arquidiocese, posteriormente, solicitou a Santa Sé a nomeação de Dom Altivo como seu bispo auxiliar. Dom Altivo permaneceu nessa função até 1977, ano em que Dom Geraldo foi transferido. 

### Arquidiocese de Aparecida
No dia 7 de dezembro de 1977, foi transferido para a Arquidiocese de Aparecida, sendo nomeado Arcebispo-coadjutor. Em 1982, com a morte do Cardeal Motta, o Papa Paulo VI, assumiu o cargo de Arcebispo, governando a Arquidiocese até o ano de 1995, assumindo a liderança do Santuário Nacional de Nossa Senhora da Conceição Aparecida.
O primeiro grande evento durante o mandato à frente do arcebispado foi a inauguração do novo santuário, ocorrida em 3 de outubro de 1982, quando se realizou a transladação da Imagem de Aparecida da Antiga Basílica para a Nova Basílica.
Durante o XI Congresso Eucarístico Nacional, realizado em Aparecida de 16 a 21 de julho de 1985, Dom Geraldo fundou, no dia 16 de julho, a Academia Marial de Aparecida. Esta instituição serve como um centro de estudos na área da Mariologia, contando com bibliotecas e um acervo diversificado de publicações.

## Episcopado
- 11 de maio de 1956 - Bispo auxiliar da arquidiocese de Belo Horizonte
- 30 de novembro de 1957 - Bispo coadjutor da diocese de Juiz de Fora
- 9 de junho de 1958 - Bispo da diocese de Juiz de Fora
- 14 de abril de 1962 - Arcebispo da arquidiocese de Juiz de Fora
- 1 de dezembro de 1977 - Arcebispo coadjutor da arquidiocese de Aparecida
- 18 de setembro de 1982 - Arcebispo da arquidiocese de Aparecida
- 12 de julho de 1995 - Arcebispo emérito da arquidiocese de Aparecida

## Ordenações episcopais
Dom Geraldo foi celebrante principal de:
- Dom Altivo Pacheco Ribeiro
- Dom Olívio Aurélio Fazza
- Dom Francisco Batistela

Dom Geraldo foi concelebrante principal de:
- Dom Cristiano Portela de Araújo Pena
- Dom Eusébio Oscar Scheid
- Dom Pedro Fré
- Dom José Nelson Westrupp